# 앙리 랑글루아
앙리 랑글루아(Henri Langlois)는 1914년 11월 13일 터키 스미르나(현 이즈미르)에서 태어나, 1977년 1월 13일 프랑스 파리에서 사망한, 영화 보존과 복원의 선구자이다. 랑글루아는 시네마테크 프랑세즈의 창립자 중 한 명이다. 랑글루아는 사비를 털어가며, 처음에는 단 10여 편의 영화들을 시작으로, 영화 아카이브를 꾸려갔다. 몇십 년이 흘러, 이 아카이브는 수천 편의 영화가 보존된 방대한 자료실로 성장하게 된다.

## 생애

### 스미르나에서 파리까지
앙리 랑글루아 왈: "나는 1914년 11월 13일 스미르나에서 태어났다. 부모님은 해외 거주 프랑스인으로, 내가 한 세기 뒤쳐져 있게끔 해주셨다."
1914년 11월 랑글루아가 태어났을 무렵, 전 세계는 전쟁 중이었다. 스미르나(이즈미르)는 독일과 동맹을 맺은 오스만 제국의 옛 그리스 도시였다. 1918년 중앙의 동맹국 제국들이 패배하고, 1920년 세브르 조약이 체결되어 스미르나가 그리스로 편입되자, 새로 건국된 터키 공화국은 그리스에 대항하여 전쟁으로 스미르나가 위치한 아나톨리아 지방을 재정복한다. 스미르나는 전란으로 대부분이 파괴되었으며 (1922년 9월), 전체 그리스인 인구는 추방되었다. 대부분의 유럽인 역시 도시를 떠났다. 랑글루아 가족 역시 프랑스로 귀향해야만 했다. 그들은 파리 9구의 라페리에르 가에 자리를 잡는다.

### 열정: 영화
앙리 랑글루아는 암스테르담 가의 프티 리세 콩도르세("프티 리세"는 초등학교를 일컫는다)에서 학업을 수행한다. 1933년, 아버지가 자신을 법학부에 입학시키려는 것에 대한 반대급부로 랑글루아는 시험에 백지를 제출하여 일부러 바칼로레아를 망치고, 영화계로 간다.
랑글루아는 오직 영화계에 속하는 것 만을 원했다. 랑글루아 왈, "난 가족의 골칫거리였다. 난 영화를 너무나도 사랑했다." 시험을 망치고 나서, 랑글루아의 아버지는 아들에게 인쇄업자 일을 알아봐 준다. 이 일을 통해서 랑글루아는 두 살 더 많은 조르주 프랑쥐(Georges Franju)와 만나게 된다. 둘은 친구가 되었다. 프랑쥐는 랑글루아를 두고 "그를 통해서 무성 영화가 무엇인지 제대로 배울 수 있었다"고 말했다.
둘은 합심하여 영화 <지하철Le Métro>(1985년 재발견되어, 현재 시네마테크에 있다)를 제작하고자 하였다. 하지만 둘 중 프랑쥐만이 영화인의 길로 들어서게 된다.
1935년, 앙리 랑글루아는 폴 오귀스트 아를레 소유의 <프랑스 영화 기술 La Cinématographie française>이라는 주간지에서 기사를 내고자 한다. 랑글루아는 유성 영화의 대두가 무성 영화를 소멸시킬 것이기에, 무성 영화를 지켜야 한다고 보았다. 같은 해 10월, 랑글루아는 여성 영화 클럽에서 장 미트리를 만난다. 미트리는 35세의 영화 역사가였다. 랑글루아는 이 영화 클럽을 무성 영화 전문 클럽으로 만들자는 아이디어를 내어 클럽 회원들을 북돋았다.
여성 영화 클럽은 1935년 12월 세르클 뒤 시네마(영화 서클)로 이름을 바꾼다. 랑글루아 왈, "이 클럽은 영화 상영 만을 위한 클럽으로, 영화를 보고 나서 토론하는 클럽이 아니다. 논쟁은 의미 없다." 영화 상영으로 얻은 수익은 첫 영화 컬렉션을 만드는데 쓰였다. 폴 오귀스트 아를레는 1만 프랑의 자금을 지원하며, 이 돈으로 랑글루아와 프랑쥐는 10여 편의 35mm 필름 영화 복제 필름을 구입한다. 그 다음 달에는 시네마테크가 설립할 수 있던 적절한 분위기가 형성되었다.
20살의 나이로, 앙리 랑글루아는 영화계 명성 있는 전문가가 되었으며, 영화 분야에 관하여 백과사전같은 지식을 갖고 있었다.

### 시네마테크
1936년, 앙리 랑글루아, 조르주 프랑쥐, 장 미트리는 공식적으로 시네마테크 프랑세즈를 설립한다. 시네마테크 프랑세즈는 영화 박물관이자 상영관으로써 고안되었다. 시네마테크 본부는 파리 12구 마르술랑 가 29번지에 위치하였다. 폴 오귀스트 아를레는 시네마테크의 초대 회장으로, 앙리 랑글루아와 조르주 프랑쥐는 서기장으로, 거장 화가들의 그림을 팔던 마리 메르송은 주요 재정 지원자로, 장 미트리는 기록 보관자로 일했다.
1936년 프랑스는 이제 막 시네마테크의 탄생을 보았다. 1937년부터, 시네마테크는 뤼미에르, 카망카, 파테, 고몽과 같은 대가들이 밀어주게 되었으며, 벌써부터 많은 영화들을 수집하였다. 1936년 10편으로 출발하여, 1970년 6만 여 편의 영화를 모으게 된 것이다. 단순히 보관 만을 하는 것에서 더 나아가, 랑글루아는 필름이 풍화되는 것으로부터 수많은 영화를 보호하고, 복원하고, 상영했다. 대부분의 필름은 오래 보존되기 위해서는 철저한 감독이 필요한 파손되기 쉬운 재질인 셀룰로이드로 보관되었다.
제2차 세계 대전 동안, 랑글루아는 시네마테크 프랑세즈에서 쥘 페리관(館)에서 영화 상영을 계속했으며, 동료들과 함께 나치의 프랑스 점령에 맞서 많은 영화들을 보호하는데 힘썼다.
영화가 잊혀지는 것에 맞서 영화를 보존하고자 한 랑글루아의 욕망은 어쩌면 출생지인 스미르나가 제1차 세계 대전 이후로 부분적으로 파괴되고 심각하게 약탈당한 것에서부터 연유를 찾을 수 있을 것이다.
1945년, 초현실주의 영화가 자크 브뤼니우스의 처제이던 사진가 드니즈 벨롱은 시네마테크 프랑세즈에 대한 독특한 르포를 쓰며, 칸막이 관람석을 꽉 채운 수많은 필름 틀의 이름을 영원히 남게 하였다. 그런데 랑글루아는 관람석뿐만이 아니라 마차가 다니는 길거리에까지 필름 틀로 꽉 채웠다.
랑글루아는 영화 필름을 보존하는 것에서 그치지 않고, 카메라, 영사기, 영화 의상, 시간표처럼 영화와 관련된 다른 것을 보존하는데 역시 힘썼다.
랑글루아는 쿠바 시네마테크의 설립에도 기여했다. 1950년 사진가이자 아마추어 영화인인 에르만 퓌그는 파리로 가서 랑글루아를 만나게 된다. 이 만남은 짧았지만, 쿠바 시네마테크 설립에 있어 결정적인 만남이었는데, 이 만남에서 랑글루아는 아바나 영화 클럽(쿠바 시네마테크의 전신)에 프랑스 영화 필름을 보내주는 것에 대하여 약속하였다.
랑글루아는 프랑수아 트뤼포, 장 뤽 고다르, 클로드 샤브롤, 알랭 레네와 같은 1960년대 프랑스 누벨 바그 제작자들에게 있어 큰 영향을 끼쳤다. 이 같은 누벨 바그 제작자 가운데 몇 명은 자신들을 두고 "시네마테크의 자식"이라고 부르기까지 했다.
1962년에 앙리 랑글루아는 미셸 마르도르, 에릭 로메르와 함께한 인터뷰에서 <카예 뒤 시네마>(135호, 1962년 9월)에서 보존, 복원, 철학에 관한 주제를 펼쳤다. 이 인터뷰의 출판은 시네나테크 역사에 있어 이정표로 자리한다.